# فخری پازوکی
فخری پازوکی (۱۳۱۰–۱۳۷۰)، بازیگر سینما، تئاتر و تلویزیون اهل ایران بود.

## زندگی‌نامه
فخری پازوکی، بازیگر قدیمی تئاتر و سینما، متولد سال ۱۳۱۰ در تهران بود. وی دورهٔ عالی هنرپیشگی تهران را گذراند و در نمایش‌های رادیو نیز فعالیت داشت.
فخری پازوکی در سال ۱۳۳۲ به جامعه باربد در خیابان لاله‌زار می‌پیوندد و زیر نظر اسماعیل مهرتاش مشغول به کار می‌شود. او بعدها به ازدواج سروش خلیلی درآمد.
بازی در تئاتر را از بیست و پنجم شهریور ۱۳۴۷ با نمایش «حکومتِ زمان‌خان» نوشتهٔ میرزا آقا تبریزی آغاز کرد و در سه نمایشنامه دیگر «ناهار لعنتی»، «وای بر مفلوب» و «وعدهٔ ملاقات با خودم» بازی داشت.
اما بازی در سینما را قبل از تئاتر و از سال ۱۳۳۰ آغاز کرده بود. نخستین فیلم‌اش در آن سال، «پریچهر» به کارگردانی فضل‌الله بایگان، براساس داستانی نوشتهٔ محمد حجازی (مطیع‌الدوله)، بود و در آن با عصمت صفوی، رقیه چهره‌آزاد، ایران دفتری و علی تابش همبازی بود. فخری پازوکی بعد از این فیلم تا سیزده سال در فیلم‌ها ظاهر نشد تا اینکه در سال ۱۳۴۳ در فیلم «گناه من چیست» به کارگردانی گرجی عبادیا بازی کرد. وی در فیلم «آقای هالو» به کارگردانی داریوش مهرجویی و دههٔ ۱۳۵۰ در فیلم‌های «عمو یادگار» به کارگردانی پرویز کاردان، «چشمه» به کارگردانی آربی اوانسیان، «هیچکی بابا نمیشه» به کارگردانی داریوش کوشان، «هم‌قسم» به کارگردانی مهدی رئیس‌فیروز و چند مجموعه تلویزیونی بازی کرد. در سال‌های پس از انقلاب هم یکی از نقش‌های اصلی مجموعهٔ تلویزیونی «شاه‌دزد» به کارگردانی احمد نجیب‌زاده را برعهده گرفت. در سال ۱۳۶۸ نیز در فیلم «وسوسه» به کارگردانی جمشید حیدری در کنار رضا رویگری و نیکی کریمی حضور داشت. آخرین کار وی، مجموعهٔ تلویزیونی «آرایشگاه زیبا» به کارگردانی مرضیه برومند بوده‌است.
فخری پازوکی در ۱۹ بهمن ۱۳۷۰ در تهران درگذشت.

## فیلم‌شناسی

### سینما
- پریچهر (۱۳۳۰)
- گناه من چیست (۱۳۴۳)
- آقای هالو (۱۳۴۹)
- عمو یادگار (۱۳۵۰)
- چشمه (۱۳۵۱)
- هیچکی بابا نمیشه (۱۳۵۴)
- هم‌قسم (۱۳۵۴)
- وسوسه (۱۳۶۸)

### تلویزیون
- داش پالکی (۱۳۴۹)
- هردمبیل و هردم کلنگ (۱۳۵۱)
- قصهٔ عشق (۱۳۵۲)
- شاه‌دزد (۱۳۵۹)
- آرایشگاه زیبا (۷۰–۱۳۶۹، بازیگر مهمان)